# Gabú
Gabú is een stad in Guinee-Bissau en de hoofdplaats van de gelijknamige regio Gabú. Met een kleine 38.000 inwoners (schatting 2010) is Gabú na de hoofdstad Bissau de tweede stad van het land.